# جورج بارسونز
جورج بارسونز هو متسابق يخت كندي، ((و. 1911 – 1996 م)).

## وصلات خارجية
- جورج بارسونز على موقع أوليمبيديا (الإنجليزية)